# 施韋特湖
53°11′18″N 13°08′59″E / 53.188268°N 13.149605°E

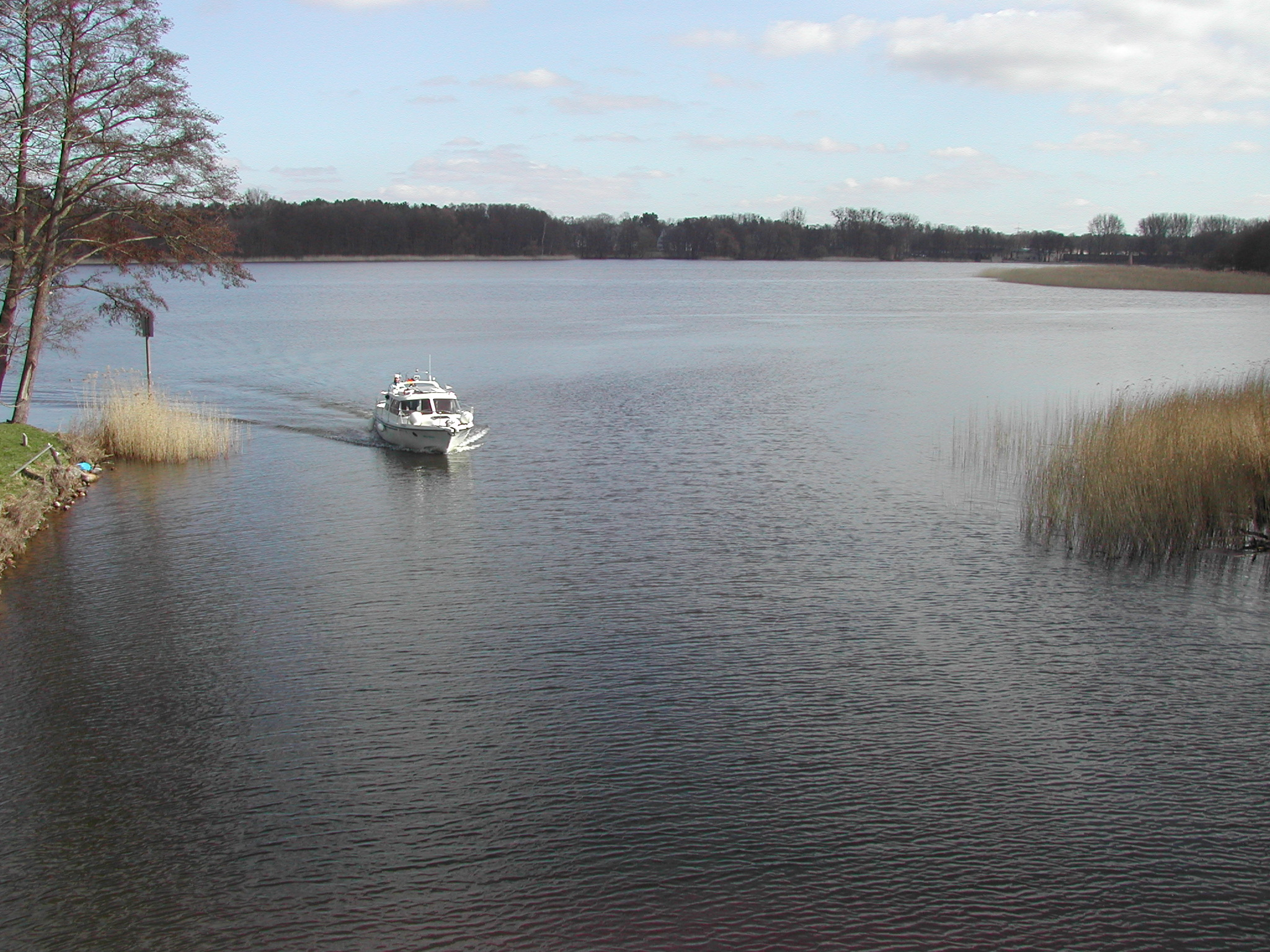

施韋特湖（德語：Schwedtsee），是德國的湖泊，位於該國東北部，由勃蘭登堡州負責管轄，長1.2公里、寬0.6公里，面積0.8平方公里，海拔高度52米，最大水深3.5米，湖水來自哈弗爾河。